# Dona Bertarelli
Pour les articles homonymes, voir Bertarelli.
Dona Bertarelli (également connue sous les noms de Donata Guichard Bertarelli, Donata Bertarelli Spath et Donata Bertarelli Spaeth), née en 1968, est une femme d'affaires suisse d'origine italienne. Elle est co-présidente de la Bertarelli Foundation (en). Elle remporte le Bol d'Or Mirabaud en 2010 et, avec son équipe Spindrift Racing, la Rolex Fastnet en 2013. La même année, elle et son équipe battent le record de l'America Discovery Route.

## Enfance et éducation
Dona Bertarelli, est née à Rome en 1968. Elle est la fille de Fabio Bertarelli. À 15 ans son père l'envoie en pensionnat à Chicago. Elle et son frère Ernesto Bertarelli héritent de Serono, une entreprise de biotechnologie. Serono est fondée en 1906 à Rome et constitue la pierre angulaire de la richesse de la famille. La famille a des intérêts dans la finance, l'immobilier, la santé, les sports, l'hôtellerie ou l'agriculture. Selon le magazine Forbes en 2011, la famille se classe au 81e rang mondial en termes de richesse.
Dona Bertarelli est titulaire d'un B.Sc. de l'Université de Boston.

## Affaires
Dona Bertarelli est active dans l'entreprise familiale Serono. De 1992 à 1997, elle est directrice exécutive des affaires publiques et professionnelles, et elle a fonde Symposia et la Fondation Serono. La société est vendue à Merck KGaA au début de 2007.
Le Grand Hôtel Park cinq étoiles de Gstaad est repris par Bertarelli en 2003 ainsi que le Five Seas Hotel cinq étoiles de Cannes en 2021.

## Philanthropie
Après la mort de son père, Dona Bertarelli et son frère fondent en 1999 la Fondation Bertarelli afin de promouvoir le partage et le développement des connaissances scientifiques, sociales et économiques dans le domaine de l'infertilité. Bertarelli est présidente de la Fondation pendant dix ans.
Dona Bertarelli est ambassadrice de l'association de bienfaisance suisse pour la transfusion, Ma Vie Ton Sang et soutient la campagne « Go Red for Women » de l'Organisation mondiale de la santé. Elle est également marraine de la Womanity Charity (anciennement Smiling Children).

## Voile
Dona Bertarelli est une passionnée de la voile et participe depuis 2007 avec son équipe, Spindrift Racing, aux régates monotype de multicoques sur le lac Léman avec son catamaran Décision 35, Ladycat. Bertarelli et son équipe remportent le Bol d'Or Mirabaud en 2010. Bertarelli est la première femme à remporter cette course depuis sa création en 1939.
En janvier 2013, Dona Bertarelli achète un Maxi Trimaran appelé Maxi Banque populaire V pour son équipe de course Spindrift. La même année, avec le bateau nommé maintenant Maxi Spindrift 2 , elle a co-dirigé l'équipe pour remporter la 45e Rolex Fastnet, et a également établi un nouveau record pour l'America Discovery Route, battant le temps fixé par Franck Cammas. en 2007 de plus de 20 heures.
En août 2015, Spindrift 2 de Dona Bertarelli défend son titre en remportant des honneurs de ligne lors de la 46e course de Rolex Fastnet. Plus tard la même année, le 22 novembre, Dona Bertarelli, avec Yann Guichard et son équipage, quittent Ouessant (une île française au large du coin nord-ouest de la Bretagne) sur Spindrift 2, en essayant de battre le record pour une circumnavigation sans escale avec équipage (le Trophée Jules Verne). Bien qu'ils n'aient pas battu le record, Bertarelli est devenue la femme la plus rapide à faire la circumnavigation autour du globe en voile le monde.

## Vie privée
Mère de trois enfants, Dona Bertarelli a pour conjoint le navigateur Yann Guichard.

## Publications
- Dona Bertarelli et Yann Guichard (2016) L'Aventure Spindrift : cinq ans d'odyssée marine, Editions Favre, 2016,  (ISBN 978-2-8289-1586-5) [24]
- Dona Bertarelli, J'ai osé. Editions Favre, 2016,  (ISBN 978-2-8289-1592-6)[25]